# クイズ!タイムトラベラー
『クイズ！タイムトラベラー』は、TBS系列で2020年4月6日の19:00 - 22:57に放送された特別番組（クイズ番組）である。

## 概要
様々な時代を描いた5つのステージへとタイムトラベルし、クイズにチャレンジする番組。
壮大なスケール感の豪華セットでお送りする超大型新感覚クイズゲーム番組でもある。

## 出演者
司会
- ウエンツ瑛士（帰国後初MCとなる）
- 渡辺直美

出場者
- 『半沢直樹』チーム
  - 賀来賢人
  - 今田美桜
  - よしこ（ガンバレルーヤ）
- 三代目J Soul Brothersチーム
  - NAOTO
  - 山下健二郎
  - 岩田剛典
- アスリートチーム
  - 吉田沙保里
  - 浜口京子
  - 小杉竜一（ブラックマヨネーズ）
- 第7世代チーム
  - EXIT
  - ぺこぱ

ステージゲスト
- 松丸亮吾
- 中澤佑二
- AYA
- 神野大地
- 那須川天心

ナレーター
- 花江夏樹

実況
- 杉山真也（TBSアナウンサー）

リポーター
- 山形純菜（TBSアナウンサー）

## ステージ内容
ステージを1つクリアすると「ミリオンアロー」を獲得でき、最終ステージの「ミリオンチャレンジ」でその「ミリオンアロー」を使用できる。

### 1stステージ：プレッシャーザウルス
- 原始時代を舞台にしたステージ。
- チーム全員が恐竜の口の中に入り、1～5番の5つを答える多答問題を1番から答え、正解すると次の番号の問題に進める。残り時間45秒になると5つのヒントが出現する。
- 5つすべて正解で1問クリア、恐竜の口が完全に閉じる90秒以内に2問正解すればステージクリア。

### 2ndステージ：ザ・ニンジャ
- 江戸時代を舞台にしたステージ。
- 答えが漢字2文字になる歴史問題を出題。
- バズーカで7つの的を撃破した分の漢字のヒントを獲得し、最後に獲得したヒント分の漢字を見ることができる。
- 2問中2問正解でステージクリア。

### 3rdステージ：なぞときスフィンクス
- 古代エジプトを舞台にしたステージ。
- 2チームの対戦形式で1人がスフィンクスの腕になってるすべり台に座り、残りの人が解答席へ。
- ファラオの格好をした松丸亮吾が謎解き問題を出題。片方のチームが正解すると、相手チームが正解するか出題から60秒が経過するまで相手チームのすべり台が傾く。傾き始めてから30秒経つと松丸からヒントが出される。
- すべり落ちずに残ったチームがステージクリア。

### 4thステージ：ブレインジャンパー
- 古代ローマを舞台にしたステージ。
- 究極の男は誰だ!?最強スポーツ男子頂上決戦に使われた「ハードジャンパー」と同じような風車を使ってのクイズ。
- 風車を跳ぶ「ジャンパー」を4人（中澤佑二、AYA、神野大地、那須川天心）から1人選び、10秒に1問出題される3択クイズに3人がそれぞれ選択肢を担当し、正解だと思う選択肢のボタンを押す(正誤判定のため解答は8.5秒で締め切る)。
- 出題上限の全20問出題するか、ジャンパーがハードルを跳ぶことができなくなったら出題終了。最も正解したチームがステージクリア。
- ここまでで獲得したミリオンアローが最も少ないチームは脱落。

### 5thステージ：運命の選択
- アルカトラズを舞台にしたステージ。
- 「本物の歌手の歌声を当てる（もう一方はものまねタレント）」「高級な料理と一般的な料理を食べて高級なほうを当てる」「ある芸能人の白黒写真とそれを模写した鉛筆画を見分ける」などの直感力が問われる2択クイズを出題。正解なら、目の前の扉が開き、次の問題に参加できる。不正解になると壁に押しつぶされて以降の問題に参加できない。
- 全4問出題し、1人でも最後まで正解できることができればステージクリア。また、3問目で2人以上が正解するなど最終問題で1人以上が最後まで正解できることが確定した場合は、その時点でステージクリアとなる。
- このステージ終了時にミリオンアローが最も少ないチームは脱落、上位2チームがミリオンチャレンジ進出。

### 最終ステージ：ミリオンチャレンジ
- 時空の世界を舞台にしたステージ。
- ミリオンチャレンジに進出した上位2チームは、女性は8m、男性は10mの位置から各チームがこれまで獲得したミリオンアローを使用するアーチェリーに挑戦。
- 2つの動く振り子の穴が重なるときに赤い的を射抜けば振り子が止まり成功。1本成功につき100万円を獲得。

## スタッフ
- ナレーター：花江夏樹
- 構成：興津豪乃、海老根豊、矢野了平
- クイズ作家：野田修平、壯庭回、山本悠介、松下大志朗
- TM：山下直（TBSテレビ）
- TD：高橋功
- カメラ：荒井隆之
- VE：生田史織
- 音声：清宮拓
- 照明：中田学
- ENG：佐藤智幸
- 美術プロデューサー：太田卓志（TBSテレビ）
- 美術デザイナー：金子靖明、平本健太、大三島弘女
- 美術制作：小栗綾介、澁谷政史
- 装置：谷平真二
- 操作：今野貴司
- 電飾：森田光俊
- メカシステム：安部和也
- アクリル装飾：青木剛
- 植木装飾：菊池起矢
- 特殊装置：黒野賢太郎、勝大輔
- 幕装飾：中野浩
- 特殊効果：畑中力
- 衣装：横尾毅
- 化粧：遠藤敏子
- EED：黒田昌志
- MA：阿部雄太、横井秀也
- 音響効果：樋口謙、浦畑将
- 音響制作：窪園摩理子、佐々木聡
- CG：小室泰樹
- イラスト：今野さと子
- 写真提供：ゲッティ
- 技術協力：東通、エヌ・エス・ティー、VIC、TAMCO、トリニティサウンド、サークル、メディアハウスサウンドデザイン、ノットアットオール、Kim Studio、東京オフラインセンター、IMAGICA Lab.
- 衣装協力：BLUE LABEL CRESTBRIDGE、CITY SHOP
- TK：伊藤佳加、五味真琴
- 編成：石原隆史（TBSテレビ）
- 宣伝：眞鍋武・落合真美・吉原瑠那（共にTBSテレビ）
- デスク：市村友希、菊池友加里
- AD：加藤雄一朗（TBSテレビ）、後藤玄希、田中美奈、井上寛規、平田一尭、原万璃子、小山帆、佐藤僚祐
- AP：橘昌余、宍戸透、横山優花
- ディレクター：平元克二（フォルコム）、滝浦春樹、須藤駿、藤田亘・柳沢光一郎（TBSテレビ）、佐藤貴之、高岡猛（TBSテレビ）、西村啓志、掘瑛梨沙／馬場一路、唐川英明、二上義久、山浦久弥、岩下力弥
- 総合演出：大谷眞純
- 協力プロデューサー：山本一雄・田崎真洋（共にTBSテレビ）
- プロデューサー：畠山渉（TBSテレビ）
- 製作著作：TBS